# Tomáš Třetina
Tomáš Třetina (* 31. března 1972 Moravský Krumlov) je český politik a pedagog, od roku 2020 senátor za obvod č. 54 – Znojmo, v letech 2012 až 2016 a opět v letech 2020 až 2024 zastupitel Jihomoravského kraje, od roku 2002 zastupitel a od roku 2010 starosta města Moravský Krumlov na Znojemsku, člen TOP 09.

## Život
Vystudoval Pedagogickou fakultu Masarykovy univerzity v Brně se specializací pro I. stupeň základní školy. Poté učil na základní škole v Bohuticích, kde byl sedm let ředitelem a v Moravském Krumlově. Snaží se o vystavení Slovanské Epopeje v Moravském Krumlově.
Je ženatý a narodily se mu tři dcery. Je držitelem basketbalové a fotbalové trenérské licence.

## Politické působení
V komunálních volbách v roce 2002 byl zvolen jako nestraník za ČSSD zastupitelem města Moravský Krumlov. Mandát obhájil v dalších volbách v roce 2006 už jako člen SNK ED za uskupení „Šance pro Moravský Krumlov“. V letech 2006 až 2010 zastával také post místostarosty města. Po komunálních volbách v roce 2010, v nichž kandidoval jako člen TOP 09, byl poprvé zvolen starostou města. Tuto funkci obhájil i po volbách v roce 2014 a 2018. V komunálních volbách v roce 2022 kandidoval do zastupitelstva Moravského Krumlova jako lídr kandidátky TOP 09. Mandát zastupitele města se mu podařilo obhájit. Dne 19. října 2022 byl opět zvolen starostou města.
V krajských volbách v roce 2008 kandidoval za SNK ED do Zastupitelstva Jihomoravského kraje, ale neuspěl. Zvolen byl až ve volbách v roce 2012 jako člen TOP 09 na kandidátce subjektu „TOP 09 a Starostové pro Jihomoravský kraj“. Mandát ve volbách v roce 2016 obhajoval jako člen TOP 09 na kandidátce subjektu „TOP 09 s podporou starostů a "Žít Brno"“, ale nebyl zvolen.
V krajských volbách v roce 2020 byl zvolen zastupitelem Jihomoravského kraje, když jako člen TOP 09 kandidoval za koalici Spolu pro Moravu (tj. TOP 09, Zelení, MZH, Idealisté a LES). Ve volbách v roce 2024 již nekandidoval.
Ve volbách do Senátu PČR v roce 2020 kandidoval za TOP 09 v obvodu č. 54 – Znojmo s podporou ODS, KDU-ČSL, Svobodných, hnutí HLAS, hnutí STAN a Pirátů. V prvním kole získal 30,37 % hlasů, a postoupil tak z 1. místa do druhého kola, v němž porazil člena ČSSD Jana Groise, který kandidoval za hnutí Starostové a osobnosti pro Moravu (SOM) poměrem hlasů 54,57 % : 45,42 %, a stal se tak senátorem. Třetina uvedl, že před jeho působením v kraji bude mít jednoznačně přednost Senát, ale mandátu krajského zastupitele se nevzdal.
V Senátu je členem Senátorského klubu ODS a TOP 09, Stálé komise Senátu pro práci Kanceláře Senátu, Výboru pro územní rozvoj, veřejnou správu a životní prostředí, je rovněž předsedou Podvýboru pro sport Výboru pro vzdělávání, vědu, kulturu, lidská práva a petice. V červnu 2023 byl zvolen členem dozorčí komise Národní sportovní agentury.

## Kritika a kontroverze
Koncem roku 2020 zahájil krajský předseda Jihomoravské organizace TOP 09 Vlastimil Válek společně s Třetinou vnitrostranickou akci proti svým stranickým oponentům Janu Vitulovi a Petru Kuncovi ze stejné organizace. Vnitrostranické disciplinární řízení nakonec vedlo k jejich vyloučení z TOP 09 dne 28. ledna 2021. Toto vyloučení je kontroverzní a samotnými vyloučenými označeno za nespravedlivé. Městský soud v Praze následně žalobu Jana Vituly a Petra Kunce zamítl.
Dne 24. listopadu 2022 krajské fórum Pirátů v Jihomoravském kraji vyzvalo Tomáše Třetinu ke splnění slibu, který jim dal při žádosti o jejich podporu a tedy aby se vzdal jedné z volených funkcí, které momentálně vykonává (senátor, starosta a krajský zastupitel) a pověřilo krajského předsedu Radka Holomčíka, aby Třetinu s tímto výsledkem hlasování seznámil.